# Roza Chutor
La Roza Chutor (cirillico Роза Хутор; traslitterazione anglosassone Rosa Khutor) è la pista della discesa libera, sita nella località di Krasnaja Poljana (Russia) che è stata predisposta per ospitare le competizioni di sci alpino dei XXII Giochi olimpici invernali di Soči 2014.
La prima gara ufficiale, valida ai fini della Coppa del Mondo, si è tenuta nel febbraio 2012 ed è stata vinta dallo svizzero Beat Feuz; in quell'occasione si sono raggiunte punte massime di velocità di 135 km/h, per una media totale di gara ben superiore ai 90 km/h.
Due anni dopo sulla Roza Chutor si sono disputate le competizioni, sia al maschile che al femminile, di sci alpino valide ai fini dei XXII Giochi olimpici invernali di Soči 2014.
Il progetto del tracciato è attribuito all'ex sciatore elvetico Bernhard Russi.